# Grafton Street
Grafton Street (irsk Sráid Grafton) er en af de to primære handelsgader i Irlands hovedstad Dublin, hvor den anden er Henry Street. Den går fra parken St Stephen's Green i syd (det højeste sted på gaden) til College Green i i nord (det laveste punkt).
I 2008 var Grafton Street den femtedyreste handelsgade i verden med en pris på €5,621/m²/år og den trettendedyreste handelsgade i verden i 2016 med en pris på €3,300/m²/år.
Grafton Street er opkaldt efter Henry FitzRoy, 1. hertug af Grafton.
Gaden er blandt andet kendt for stormagasinet Brown Thomas. Tidligere stod Molly Malone-statuen også på Grafton Street, men den er nu flyttet til foran turistkontoret i Suffolk Street.

## I populærkultur
- I "Before the Worst" af The Script bliver Grafton Street nævnt i linjen; "It was Grafton Street on a rainy night, I was down on one knee and you were mine for life".[3]
- Den amerikanske singer-songwriter Nanci Griffith skrev og indspillede en sang kaldet "On Grafton Street" på hendes album Flyer i 1994.[4]
- Det irske rockband Bagatelle refererer til Grafton Street i sangen "Summer in Dublin" med teksten; "And young people walking down Grafton Street, everyone looking so well".[5]
- Noel Purcell skrev sangen"Dublin Saunter", der indeholder teksten "Grafton Street's a wonderland, there's magic in the air".[6]
- En linje i Patrick Kavanaghs digt "On Raglan Road" nævner gaden: "On Grafton Street in November we tripped lightly along the ledge"'[7]
- Didos tredje album Safe Trip Home fra 2008 indholder sangen "Grafton Street", der er en hyldest til hendes afdøde far, som var irsk.[8]
- Grafton Street navnes adskillige gange i den irske forfatter James Joyce's Dublinfolk og A Portrait of the Artist as a Young Man, hvor den er mødestedet mellem Stephen og Emma.[9]
- Grafton Street nævnes i Ed Sheerans sang "Galway Girl" på ÷ (2017).[10]